# 馬百良藥廠

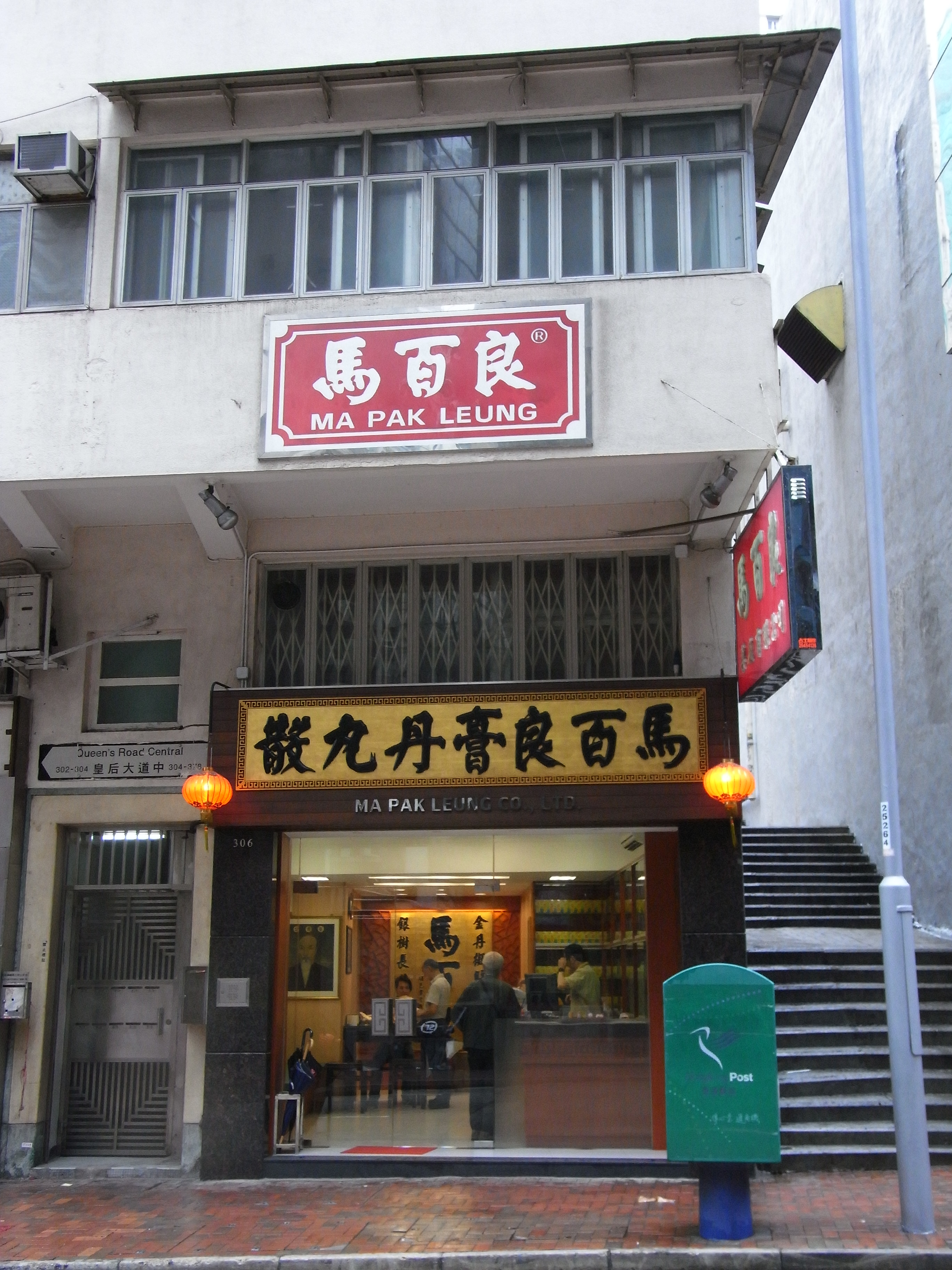
皇后大道中的馬百良分店

馬百良藥廠（英語：Ma Pak Leung）是一間紮根於香港的中成藥製造及銷售企業，品牌的創辦人馬準衡於1822年（清朝道光二年），在廣東佛山開設藥舖，至今已經歷200年。專研製各種古方成藥，包括膏、丹、丸、散、茶、油、酒等成藥。其辦事處和製造中成藥的廠房位於香港柴灣信誼工廠大廈。

## 歷史

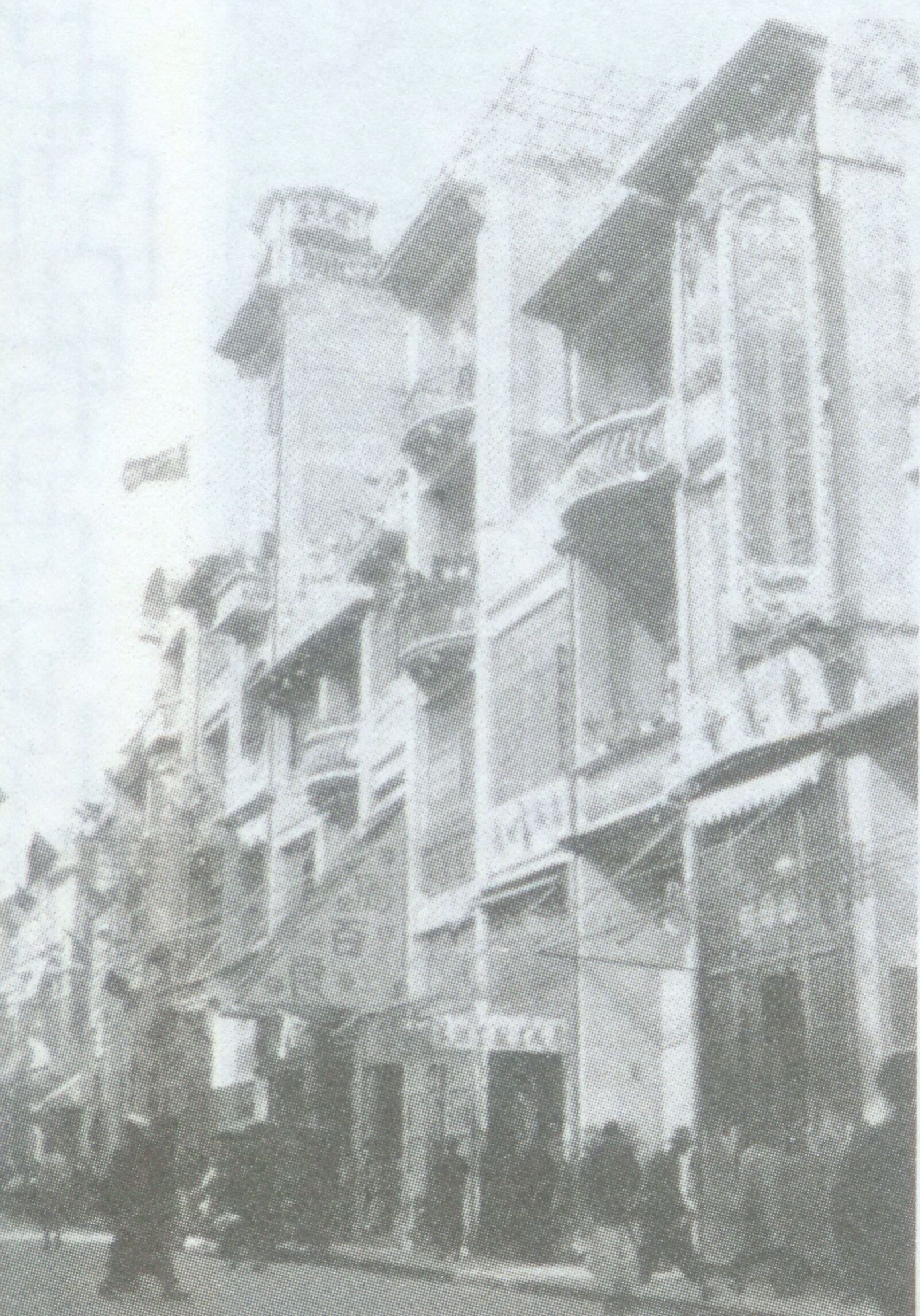
位於廣州市漿欄街的馬百良。

### 香港药厂
馬百良母公司祖名貴寧堂馬百良創于清朝嘉慶初年（公元1796年），初期是一間買賣國貨藥店，後至清道光二年（1822年）遷往佛山朝陽街，由馬松隱祖族譜第十七世馬準衡接任經營後，將生意發揚光大，由國藥店進變成為製藥廠。出產治療小兒惊風，腸胃不適的七厘散，當時凡使用過的人均稱讚其療效高，價錢公道，經二、三年的推銷介紹，逐漸暢銷，除佛山外，廣州，甚至廣西梧州也有銷售。
光緒元年（1875年），廣東馬百良藥房業務擴展至省城廣州，在永漢北路（現北京路）開設第一分店，即大南門內雙門底下街69號。光緒十八年（1892年）再開設廣州第二間分店於漿欄街（現漿欄路）。貴寧堂馬百良自前清咸豐年間開辦新店以來，皆以門口豎立通天清花雲石招牌為主要誌記。
清光緒年是貴寧堂馬百良鼎盛時期，現今佛山祖廟大殿內展列出的七十二件形態各異、製作精美的青銅兵器儀仗，就是貴寧堂馬百良於清光緒二十五年（1899年）耗巨資所製。清宣統二年（1910年），廣東馬百良藥房參加南洋藥業公會舉辦之藥品展覽會，獲得醫學類的「各種藥品」金牌獎，產品「陳皮」則獲取醫學類銀牌獎。
馬可舟公之子馬仲如於光緒三十年（1904年），在徵得其父親同意後，以私人資金於香港皇后大道中310號獨資開辦分店，其後馬仲如再以私人資金擴展其藥房業務：宣統三年（1911年）於汕頭埠鎮邦街開分店；民國二年（1913年）開設星加坡大馬路分店，及於暹羅（現泰國）京城聘街分店；民國三年（1914年）開設荷屬泗水埠嫦娥友丹街分店；民國十一年（1923年）開設澳門果欄街27號分店及工場，同年於廣州花地（現芳村）日昇園開設新工場。
民國二十三年（1936年）馬仲如鑑於需與廣東馬百良藥店出品有所分辨，將其私人屬下的藥業改名為粵東馬百良仲記藥房，將其肖像與“馬百良藥”圖案註冊為商標。
1937年至1946年中日戰爭期間，廣東馬百良藥店和粵東馬百良仲記藥房因各自逃難，國內外分店皆被迫停業。抗戰勝利後，公司幾經艱苦後再重上軌道，業務也逐漸上升，貨品銷到南洋各地。
1949年中華人民共和國建政後，廣東馬百良和粵東馬百良遷往香港繼續經營。1958年，粵東馬百良仲記藥房正式註冊成為馬百良藥廠有限公司。1988年，廣東馬百良藥房停止營業，將其註冊商標「寶爐牌」合併至馬百良藥廠有限公司。
1995年，馬百良藥廠廠房進行翻新，引入現代化及高製程設備，透過標準化製程管理，從傳統全手工製作演進成半自動化生產。
1997年，第五代接任經營馬百良葯廠業務，推出『通絡三寶系列』包括: 馬百良安宮牛黃丸、馬百良清心牛黃丸、馬百良人參再造丸。可作預防、治療、救急等作用。
2001年，重整馬百良於香港巿場策略，包括增加生產量以減低成本，提升出貨量、增大銷售網絡，及大舉宣傳品牌以增加百年品牌知名度。
在2001年在惠州增設保健食品廠，以馬百良秋梨枇杷蜜最為人知曉。
2006年產品包裝重新設計，保留180年前的風貌文化同時改變用色材質。
2019年，馬百良藥廠與香港浸會大學一起參與香港特別行政區創新科技署項目: 自體神經幹細胞（NSCs）分離技術：神經退化性疾病的精密細胞治療，利用生物科技及創新神經再生醫藥元素提升大眾健康。
2021年馬百良藥廠捐贈港幣1,000萬元，以支持香港浸會大學設立「馬百良創新神經藥物教授席」，並由翁建霖教授就任該教授席。
2022年馬百良藥廠踏入200週年，由第五代掌舵。

### 原廣州藥廠
而廣州原有的廠房和物業後來被當局公私合營。1956年，由私營馬百良、兩儀軒藥廠（1899年創立）、楊桐竹林藥廠（1909年創立）、奇和堂成藥社（1909年創立）、黃體超藥廠（1928年創立）、江伯昭藥廠（1930年前創立）、梁濟時藥廠（1930年創立）、蛇王福藥廠（1936年創立）、葉聯合藥廠（1946年創立）、公生藥廠（1956年創立）等十間廠組成公私合营马伯良联合制药厂（其中只有四間已遷往香港得以存活至今：江伯昭藥廠、香港梁濟時製藥廠有限公司、兩儀軒藥廠有限公司、黃體超製藥廠）。1964年再改名为利群药厂，至此马百良在內地消失。1965年10月广州医药行业进行了调整，中、西药厂实行分开局级管理，成立了“广州中药制药总厂”，同时为贯彻文化大革命初期當局破四旧的意思，属下企业名称按数字排列，保滋堂联合制药厂被改名为“广州中药一厂”。1966年利群药厂被改名为广州中药四厂。 1979年7月1日，按照中共广州市委及广州市医药工业局党委的“指示精神”，广州中药一厂和广州中药四厂合并，沿用“广州中药一厂”的名称。再经过一番合并後，目前为归属于广州医药集团的广州白云山中一药业有限公司。
1983年2月，中共中央统一战线工作部和商业部联合发文规定：公私合营资产已属国家所有，不应退还本人。有学者对这一“不应退还”政策提出了质疑。既然向私股股东支付“定息”，就说明“公家”承认私股股东对于合营财产的所有权。
在广州物业被没收差不多50年後的2001年，香港马百良在广东省惠州市成立马百良保健食品（惠州）有限公司，主要研发及生产冰糖燕窝、乌鸡白凤精、传统鸡精、秋梨枇杷蜜等系列产品。到2011年再引进现代设备及管理模式，建立制造基地。

## 產品
- 安宮牛黃丸
- 烏雞白鳳丸
- 秋梨枇杷蜜
- 强身海狗丸[6]

## 外部連結
- 香港馬百良藥廠 （页面存档备份，存于）
- 馬百良藥廠的新浪微博
- 马百良保健食品（惠州）有限公司
- 萬應保嬰丹 Wan Ying Bao Ying Dan （页面存档备份，存于） 中藥標本數據庫 (香港浸會大學中醫藥學院) （繁體中文）（英文）